# سرمایه‌گذاری سلام
سرمایه‌گذاری سلام (انگلیسی: Salam Investment) شرکت خدمات مالی و بانکداری آلمانی است، که در سال ۲۰۰۳ توسط عبدالغدیر رویا تأسیس شد.